# قتل‌عام ۱۸۲۱ قسطنطنیه

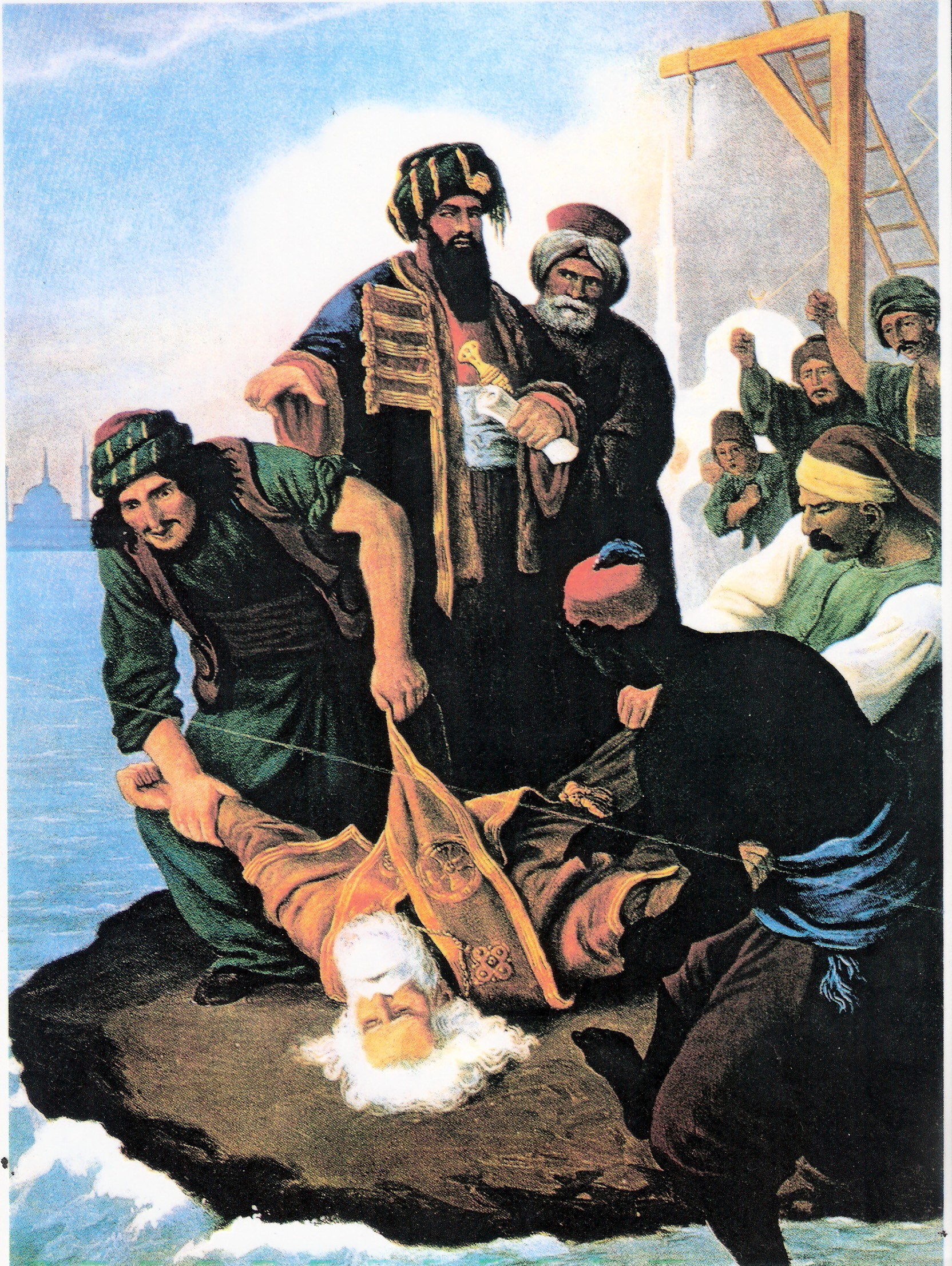
تابلوی نقاشی که اعدام پاتریارک گریگوریوس پنجم در تنگه بسفور، آرامگاه پیتر فون هس را نشان می‌دهد.

قتل‌عام ۱۸۲۱ قسطنطنیه (عربی: مجزرة القسطنطينية ۱۸۲۱) کشتاری است که توسط مقامات عثمانی علیه جامعه یونانی در شهرستان قسطنطنیه (استانبول) و به تلافی از وقوع جنگ استقلال یونان (۱۸۲۱–۱۸۳۰) انجام گرفته‌است. هنگامی که خبر قیام یونان به پایتخت عثمانی رسید، در قسطنطنیه اعدام‌های دسته جمعی و قتل‌عام از نوع حملات، تخریب کلیساها، و غارت اموال اهالی صورت گرفت. علاوه بر این صدها تن از تجار یونانی را در شهر کشتند. این قتل‌عام‌ها زمانی که سلطان محمود دوم عثمانی دستور حلق آویز کردن پاتریک گریگوریوس از یک خاندان بزرگ در بین ساکنان قسطنطنیه را به اتهام اینکه در انجام مسئولیت در قبال کنترل مسیحیان اهمال داشته‌است داد به اوج رسید.
وقایع بعد که در قسطنطنیه اتفاق افتاد یکی از دلایل قتل‌عام‌هایی بود که علیه جوامع ترک در مناطقی که قیام درآن‌ها اوج گرفته بود انجام گردید. قتل‌عام توسط مقامات عثمانی انجام شد. در حالی که مقامات ادعا کردند که تنها واکنشی سیاسی نسبت به شروع انقلاب یونان داشته‌اند، درحالیکه هیچ ارتباطی بین قربانیان این اعمال و انقلاب وجود نداشت وهیچ تحقیقات جدی توسط طرف عثمانی برای اثبات وجود هر نوع مداخله یا اعدام توسط مردم صورت نگرفت.
در ۲۱ مه ۱۸۲۱، روزنامه فرانسوی لو کونستی‌تیوسیونل (Le Constitutionnel) گزارش داد که مقامات عثمانی رسماً تصمیم به «کشتار همه افراد مسیحی در امپراتوری عثمانی» گرفته‌است. این روزنامه نوشت که حکومت عثمانی قصد دارد اقدام به «پاک کردن مسیحیت از روی زمین» نماید.